# Dekanat brzeski (diecezja pińska)
Dekanat brzeski – jeden z 7 dekanatów rzymskokatolickiej diecezji pińskiej na Białorusi. W jego skład wchodzi 12 parafii. Swym zasięgiem obejmuje m.in. największe miasto diecezji – Brześć. 

## Historia
W 1938 roku dekanat składał się z 21 parafii. Dziewięciu obecnych parafii dekanatu:
- parafii Podwyższenia Krzyża Świętego w Brześciu nad Bugiem
- parafii Królowej Korony Polskiej w Brześciu nad Bugiem
- parafii w Czarnawczycach
- parafii w Domaczewie
- parafii w Kamieńcu Litewskim
- parafii w Małorycie
- parafii w Peliszczach
- parafii w Wołczynie
- parafii w Wysokich Litewskich

oraz:
- parafii Najświętszego Serca Pana Jezusa w Brześciu nad Bugiem
- parafii wojskowej św. Kazimierza w Brześciu nad Bugiem
- parafii w Ostromaczewie
- parafii w Raśnej
- parafii w Skokach
- parafii w Stawach
- parafii w Szczytnikach
- parafii w Tokarach-Wilanowie
- parafii w Wierzchowicach
- parafii w Wistyczach
- parafii w Zaościu
- parafii w Zburażu

## Lista parafii
| Lp. | Miejscowość / parafia                                             | Proboszcz / administrator  | Kościół                                                              | Zdjęcie |
| --- | ----------------------------------------------------------------- | -------------------------- | -------------------------------------------------------------------- | ------- |
| 1   | Brześć Parafia Podwyższenia Krzyża Świętego                       |                            | Kościół Podwyższenia Krzyża Świętego w Brześciu                      |         |
| 2   | Brześć (Kijówka) Parafia Matki Bożej Królowej Korony Polskiej     | ks. kan. Tadeusz Olszewski | Kościół Matki Bożej Królowej Korony Polskiej w Brześciu              |         |
| 3   | Brześć Parafia św. Józefa                                         | ks. Antoni Hej             | Kościół św. Józefa w Brześciu                                        |         |
| 4   | Czarnawczyce Parafia Trójcy Przenajświętszej                      | ks. Paweł Chalawkin        | Kościół Trójcy Przenajświętszej w Czarnawczycach                     |         |
| 5   | Domaczewo Parafia Niepokalanego Poczęcia Najświętszej Maryi Panny |                            | Kościół Niepokalanego Poczęcia Najświętszej Maryi Panny w Domaczewie |         |
| 6   | Kobryń Parafia Wniebowzięcia Najświętszej Maryi Panny             |                            | Kościół Wniebowzięcia Najświętszej Maryi Panny w Kobryniu            |         |
| 7   | Kamieniec Parafia Świętych Apostołów Piotra i Pawła               | ks. Andrzej Borodzicz      | Kościół Świętych Apostołów Piotra i Pawła w Kamieńcu                 |         |
| 8   | Małoryta Parafia Zwiastowania Najświętszej Maryi Panny            |                            | Kościół Zwiastowania Najświętszej Maryi Panny w Małorycie            |         |
| 9   | Peliszcze Parafia Najświętszego Serca Pana Jezusa                 |                            | Kościół Najświętszego Serca Pana Jezusa w Peliszczach                |         |
| 10  | Wołczyn Parafia Trójcy Przenajświętszej                           | ks. Andrzej Borodzicz      | Kościół Trójcy Przenajświętszej w Wołczynie                          |         |
| 11  | Wysokie Parafia Trójcy Przenajświętszej                           | ks. Andrzej Borodzicz      | Kościół Trójcy Przenajświętszej w Wysokiem                           |         |
| 12  | Żabinka Parafia św. Józefa                                        | ks. kan. Tadeusz Olszewski | Kościół św. Józefa w Żabince                                         |         |